# Kjøpstad

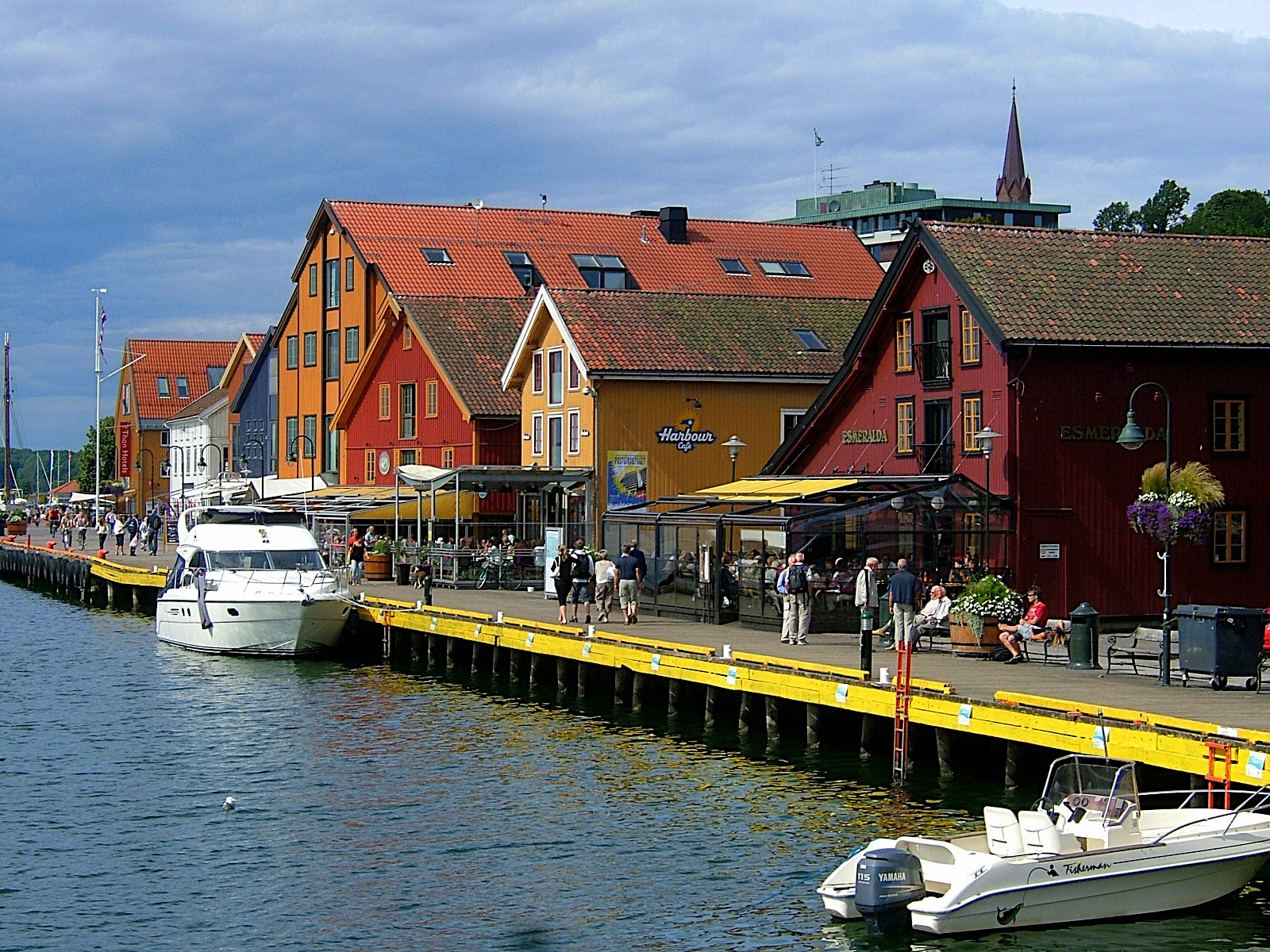
Tønsberg ist kjøpstad seit 1276, als es gemeinsam mit Bergen, Oslo und Trondheim durch das Bylov (Stadtrecht) des Königs Magnus Håkonsson Lagabøte dazu erhoben wurde.

Kjøpstad („Handelsstadt“, aus dem altnordischen „kaupstaðr“ in der Bedeutung Marktplatz; im Plural kjøpsteder) war der seit dem frühen Mittelalter verwendete Rechtsbegriff für eine norwegische Stadtgemeinde mit vom König verliehenen vollen Handelsprivilegien (kjøpstadsprivilegier). Diese Handelsprivilegien blieben bis ins 19. Jahrhundert in Geltung; der Begriff kjøpstad selbst wurde noch bis zur Mitte des 20. Jahrhunderts als funktionsloser Ehrentitel gebraucht und auch neu vergeben.

## Cirkumferens
Die Bürger der kjøpstad hatten das exklusive Handelsrecht nicht nur in der Stadtgemeinde selbst, sondern auch in den Dörfern – und durchaus auch größeren Siedlungen – im Umkreis um die Stadt. Dieser räumliche Geltungsbereich der Handelsprivilegien wurde als cirkumferens bezeichnet; was konkret dazugehörte, wurde anlässlich der Erhebung zur kjøpstad detailliert geregelt. So umfasste Christianias cirkumferens ursprünglich Romerike, Hedmark, Gudbrandsdalen und den gesamten Drammensfjord. Skien erhielt Telemark und die Küste von Sandefjord bis Risør zugewiesen, Kristiansand die Küste von Risør bis Flekkefjord, Tønsberg nur einen Kreis von drei Kilometern um die Stadt.
Auswärtige Kaufleute und Handwerker, die nicht in der kjøpstad beheimatet waren, mussten, wenn sie im cirkumferens legal tätig werden wollten, die Bürgerschaft (borgerskap) der kjøpstad erwerben – einen Bürgerbrief lösen (løse borgerbrev) – und damit „Handelsbürger“ (handelsborger) werden.
In Abhängigkeit von und in Konkurrenz zu den kjøpsteder existierten die sogenannten ladesteder. Der Begriff Ladested (von „lasteplass“, Ladeplatz) kam im 16. Jahrhundert auf und bezeichnete einen Hafen oder auch nur einen Strandabschnitt, von dem aus regelmäßig vor allem Holz und Fisch verschifft wurde. Die beteiligten heimischen Kaufleute mussten zwar Handelsbürger der zuständigen kjøpstad werden, aber schon im 17. Jahrhundert erwarben die ladesteder eigene Handelsprivilegien, die weniger umfangreich waren als jene der kjøpsteder.

## Geschichte
Die älteste als kjøpstad bezeichnete Stadt ist das 1016 von Olav dem Heiligen als Borg gegründete Sarpsborg. 1276 wurden Bergen, Oslo, Trondheim und Tønsberg durch das Bylov (Stadtrecht) des Königs Magnus Håkonsson Lagabøte kjøpsteder. Bis 1700 wurden (nur) Skien, Stavanger, Fredrikstad, Kristiansand, Fredrikshald, Kragerø und Larvik in diesen privilegierten Kreis aufgenommen.
Im 19. Jahrhundert wurden die Privilegien der Handelsstädte bzw. ihrer Handelsbürger aufgehoben. Kjøpstad war jedoch weiter ein geschützter Ehrentitel und wurde auch neu vergeben (z. B. 1902 an Narvik, 1942 an Stavern). Ab 1952 wurden bei den Wahlkreisen für die Parlamentswahlen nicht mehr zwischen kjøpstadsdistrikter und landdistrikter unterschieden. „Der Begriff ‚kjøpstad‘ (und ‚ladested‘) wurde daher nicht mehr verwendet und durch das Wort ‚by‘ ersetzt.“ Im Jahr 1958 gab es in Norwegen 44 kjøpsteder.
1992 wurde auch die formale Unterscheidung zwischen Stadtgemeinden (bykommuner) und Landgemeinden (herredskommuner) aufgehoben. Gemäß § 3.4 des Kommunalverwaltungsgesetzes durften sich „Gemeinden mit mehr als 5.000 Einwohnern“, die den Charakter eines „städtischen Zentrums mit Handels- und Dienstleistungsfunktionen und konzentrierten Gebäuden“ hatten, als Stadt (by) bezeichnen, ohne die Zustimmung einer übergeordneten Behörde einholen zu müssen.
„Der Begriff kjøpstad wird heute nicht mehr verwendet.“